# Selegilina
Selegilina – optycznie czynny organiczny związek chemiczny z grupy pochodnych fenyloetyloaminy oraz metamfetaminy zawierający grupę propynylową przy atomie azotu. Enancjomer o konfiguracji R stosuje się w leczeniu choroby Parkinsona oraz jako lek przeciwdepresyjny.

## Lek w chorobie Parkinsona
Selegilina stosowana jest, zwykle w połączeniu z lewodopą, w leczeniu choroby Parkinsona – silnie hamuje deaminację dopaminy. W przypadku choroby Parkinsona przebiegającej z wyraźnymi objawami demencji ma przewagę nad lewodopą.
Nazwy handlowe: Deprenyl, Jumex, Selerin, Selgres.

## Lek przeciwdepresyjny
Selegilina w małych (do ok. 10 mg/dobę) dawkach jest selektywnym inhibitorem MAO-B, w dużych (powyżej 10 mg/dobę) hamuje również MAO-A. W depresji stosowany w dawkach do 60 mg/dobę (ustnie) lub 6–12 mg/dobę (przez skórę, brak efektu pierwszego przejścia). W wyniku hamowania MAO wzrasta poziom monoamin (serotoniny, noradrenaliny, dopaminy, tryptaminy, histaminy, melatoniny, amin śladowych – m.in. fenyloetyloaminy) w układzie nerwowym, co wiąże się z efektem przeciwdepresyjnym leku. W 2006 roku wprowadzono do sprzedaży w Stanach Zjednoczonych plaster z selegiliną (Emsam), zarejestrowany przez Agencję Żywności i Leków do leczenia depresji.
W wyniku biotransformacji selegiliny powstaje lewometamfetamina (l-metamfetamina) o konfiguracji R na atomie chiralnym. Ten stereoizomer metamfetaminy nie wykazuje euforyzującego działania na ośrodkowy układ nerwowy, stąd ryzyko uzależnienia jest znikome. Lewometamfetamina wykazuje jednakże działanie obwodowe (może m.in. podnosić ciśnienie krwi). Prawdopodobnie wzmaga ona syntezę dopaminy w ośrodkowym układzie nerwowym. Selegilina może wykazywać zarówno działanie stymulujące, jak i sedacyjne, zależnie od indywidualnych skłonności. Może powodować zarówno bezsenność, jak i nadmierną senność, zawroty głowy oraz spadki ciśnienia krwi, szczególnie przy zmianach pozycji ciała, stąd należy unikać prowadzenia samochodów i obsługi maszyn podczas terapii.

## Inne działania
Selegilina, jak większość IMAO, działa hipotensyjnie – co więcej, znosi wzrost ciśnienia krwi powodowany amfetaminą.
U kilku gatunków ssaków zaobserwowano zwiększenie średniej długości życia oraz wzrost sprawności intelektualnej, szczególnie starszych zwierząt (u szczurów mierzonej liczbą prób potrzebnych do przejścia przez labirynt) podczas podawania selegiliny. Z tego też względu ma zastosowanie pomocnicze w lżejszych przypadkach demencji.